# Łowczów (przystanek kolejowy)
Łowczów – mijanka i przystanek kolejowy w miejscowości Łowczów, w województwie małopolskim, w Polsce.

## Ruch pasażerski

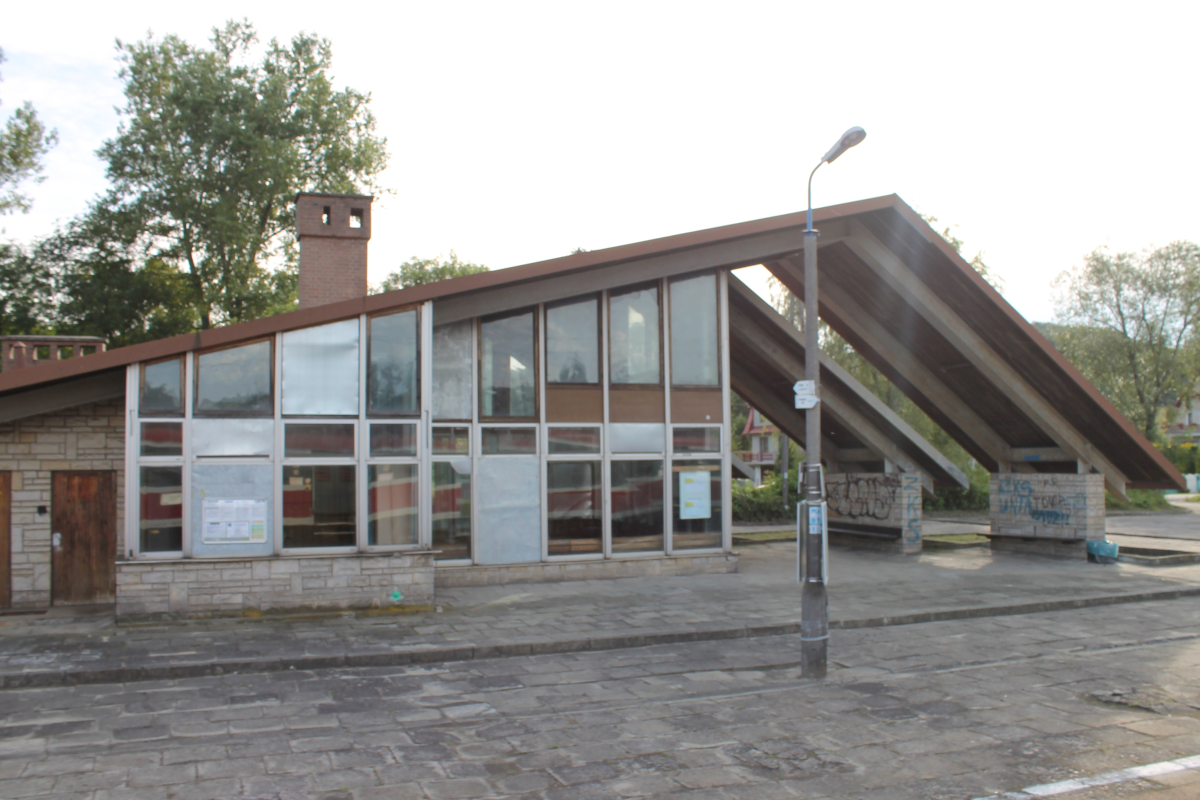
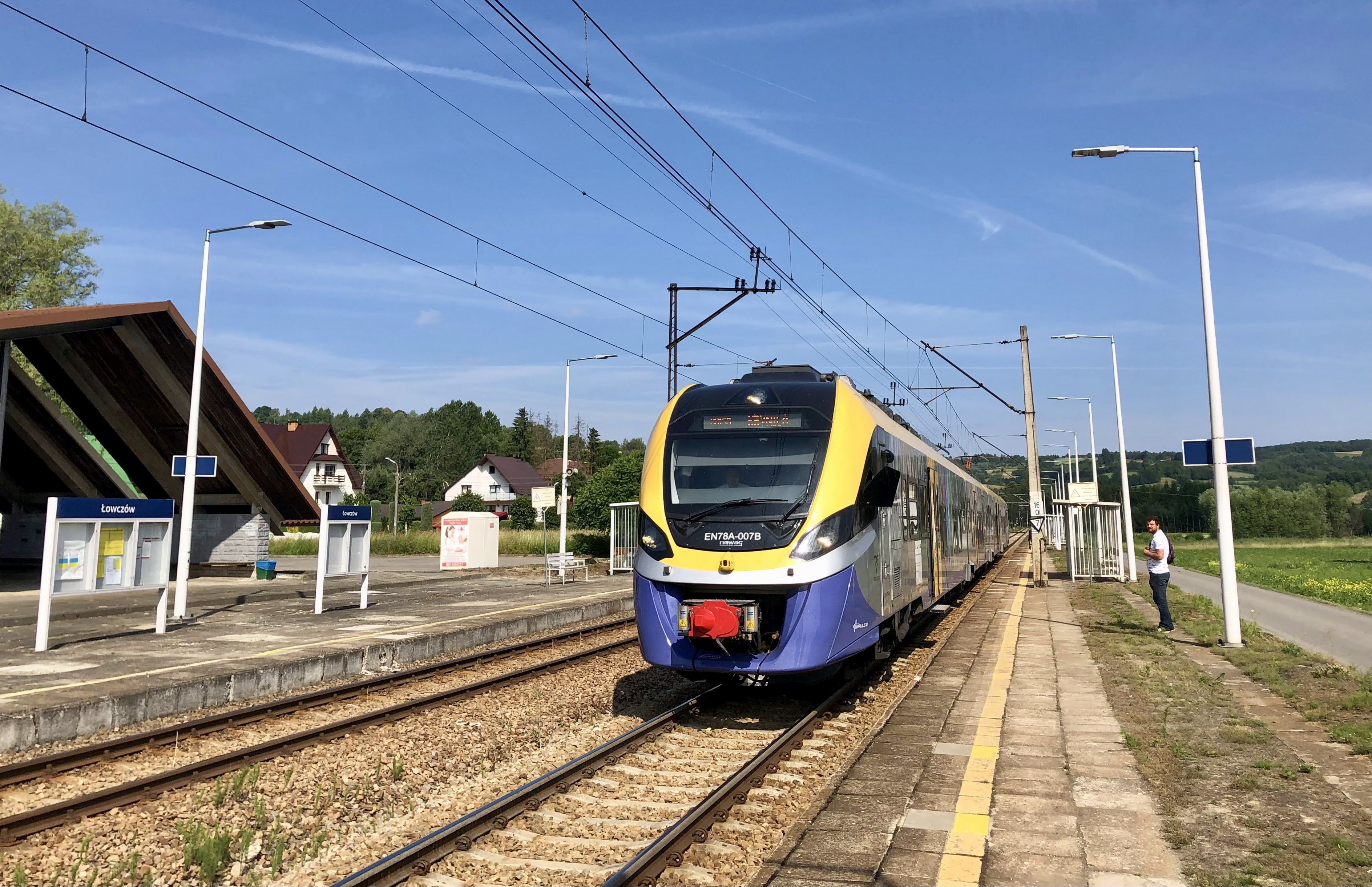

| Rok  | Wymiana pasażerska na dobę |
| ---- | -------------------------- |
| 2017 | 20-49                      |
| 2022 | 50-99                      |